# Ensaladas y aperitivos de berenjena
Numerosas gastronomías incluyen ensaladas y aperitivos de berenjena.

## Variedades

### Medio Oriente, Cáucaso,África
El bābā ġanūsh (en árabe: بابا غنوج‎ bābā ghanūj) es un platillo popular de la cocina levantina de berenjena machacada y mezclada con varios condimentos. Con frecuencia, la berenjena se hornea o se asa a la parrilla sobre una llama abierta antes de pelarla, para que la pulpa sea suave y tenga un sabor ahumado. El baba ghanoush se suele comer como acompañamiento con pan pita y, a veces, se añade a otros platos. Suele ser de un color marrón claro terroso. En Etiopía, este platillo comúnmente es denominado blagadush.

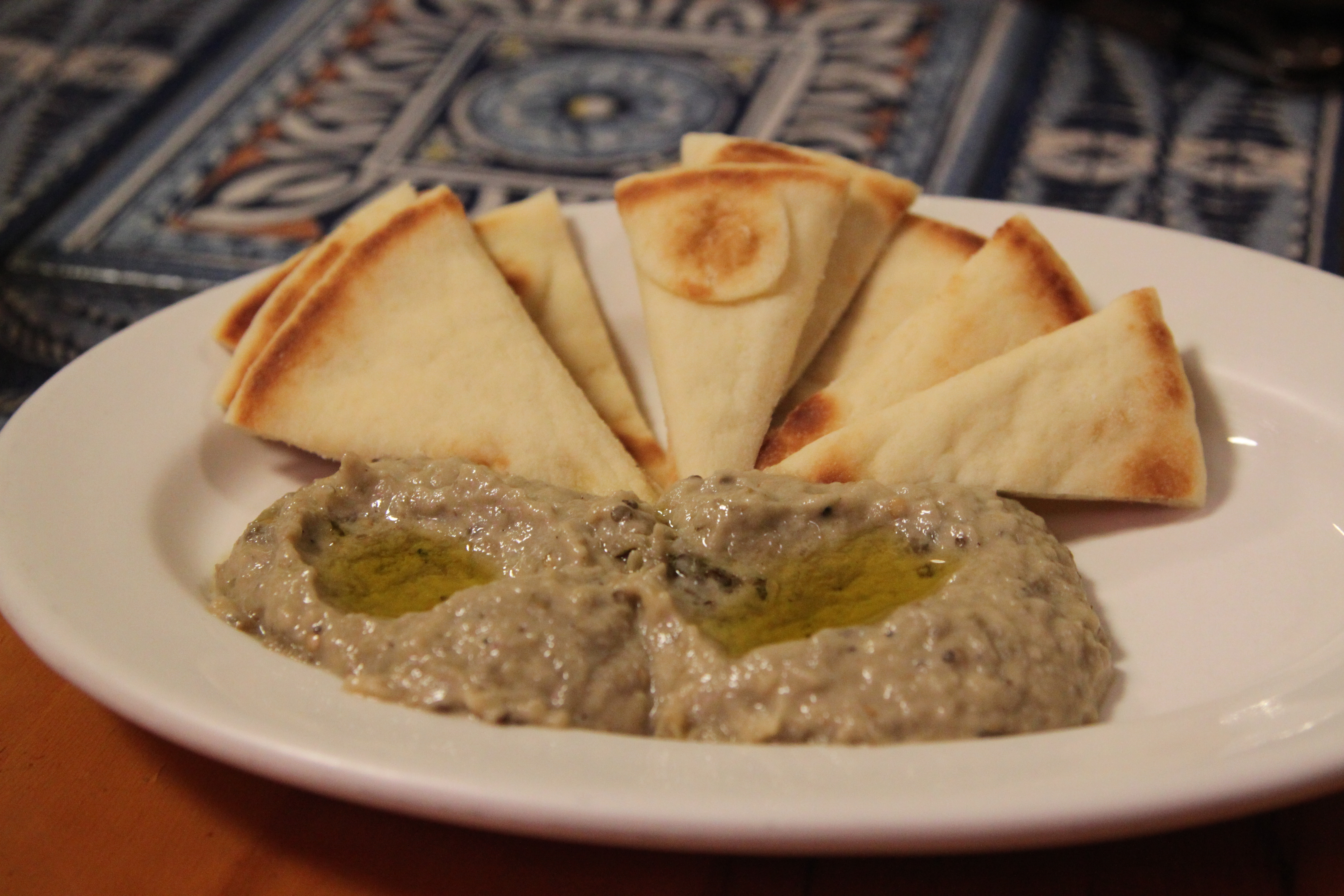
Mutabbal

Similar al bābā ġanūsh es otro plato levantino llamado mutabbal  (متبل lit. 'condimentado'), que también incluye puré de berenjenas cocidas y tahini, y mezclado con sal, pimienta, aceite de oliva y semillas de granada. 
En Armenia el plato se denomina mutabal. Los ingredientes esenciales del mutabal armenio son berenjena, tahini, ajo, limón y cebolla; y la mayoría de los armenios también añaden comino. Si incorpora carne, se denomina bāṭarsh.

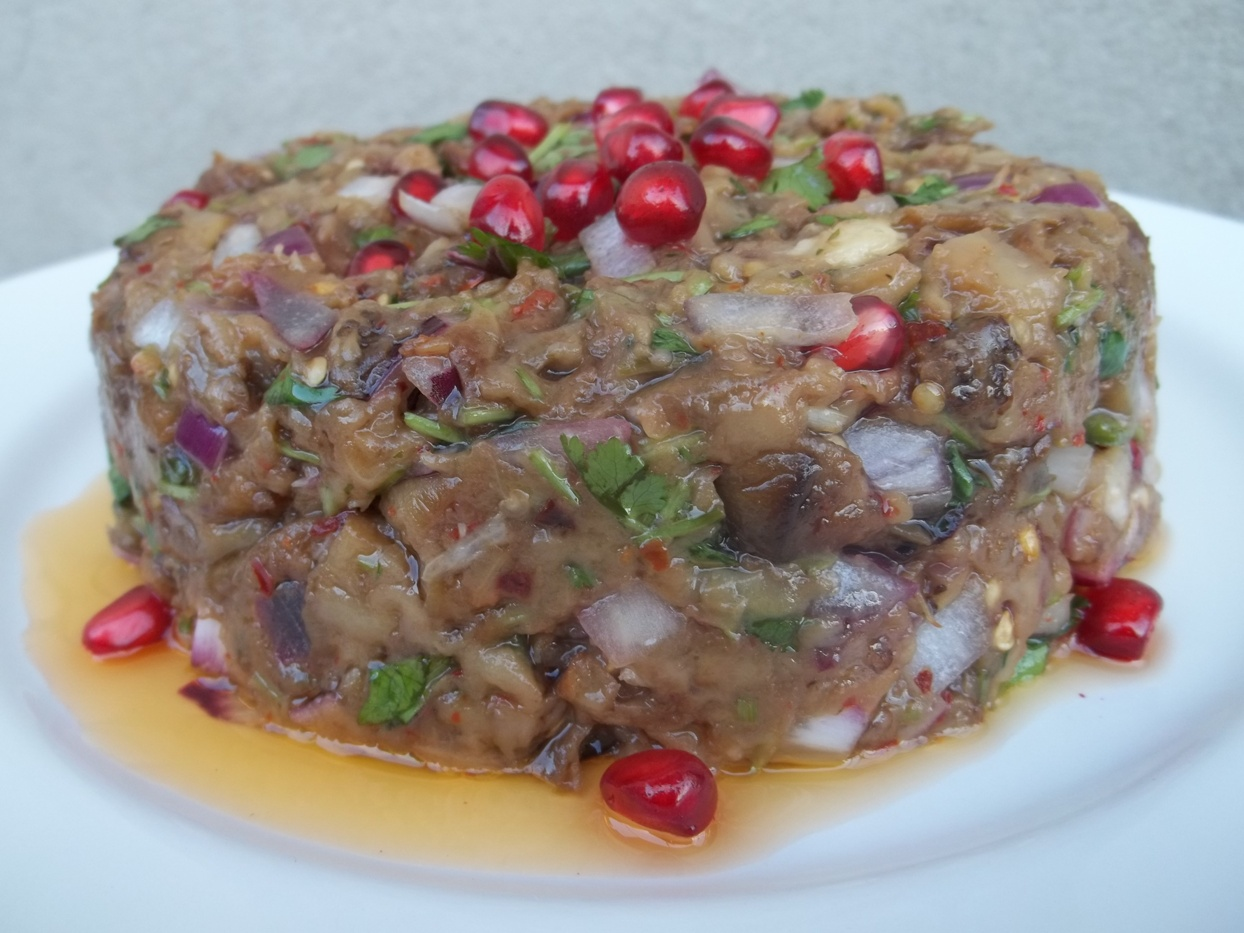
Badrijnis khizilala de Georgia.

En la cocina de Georgia el badrijnis khizilala ("caviar de berenjena") está hecho con berenjenas fritas y picadas. Otros ingredientes típicos son cebollas, ajo, granada, pimiento rojo picante, aceite vegetal y cilantro verde fresco.
En Israel, la versión tradicional llamada salat ḥatzilim se prepara con berenjenas asadas pisadas, tahina, aceite de oliva, limón, ajo y perejil. Es muy popular una variación preparada con mayonesa en vez de tahini, es llamada salat ḥatzilim b'mayonnaise.
En Marruecos, se prepara un platillo a base de berenjenas fritas con tomates, ajo, aceite de oliva, comino, paprika y perejil llamado zaʿalūk.
El relish de berenjena es un platillo del este y norte de África. Se prepara con berenjena, sal, aceite de oliva, limón, y perejil. Existen varias versiones egipcias de este platillo que incluyen queso. Por lo general se sirve caliente. El relish de berenjena se come acompañado de pita o pan.
En la gastronomía de Irán, se prepara un aperitivo a base de berenjena denominado kashk e badamjan. Se prepara con salsa de suero (kashk). Esta variante también es preparada en Turquía y Azerbaiyán. Un platillo a base de berenjena oriundo del norte de Irán, es Mirza Ghassemi.

### Balcanesy Europa del este
En Grecia y Chipre, la melitzanosalata (μελιτζανοσαλάτα; "ensalada de berenjena") se prepara con aceite de oliva y jugo de limón.
Malidzano, una pasta tradicional Macedonia, se elabora con puré de berenjenas, queso sirene, nueces y especias. Se suele servir como aperitivo junto con pan. En otros países de los Balcanes Occidentales (Serbia, Bosnia y Herzegovina, Croacia) se prepara con pimientos verdes y berenjena.

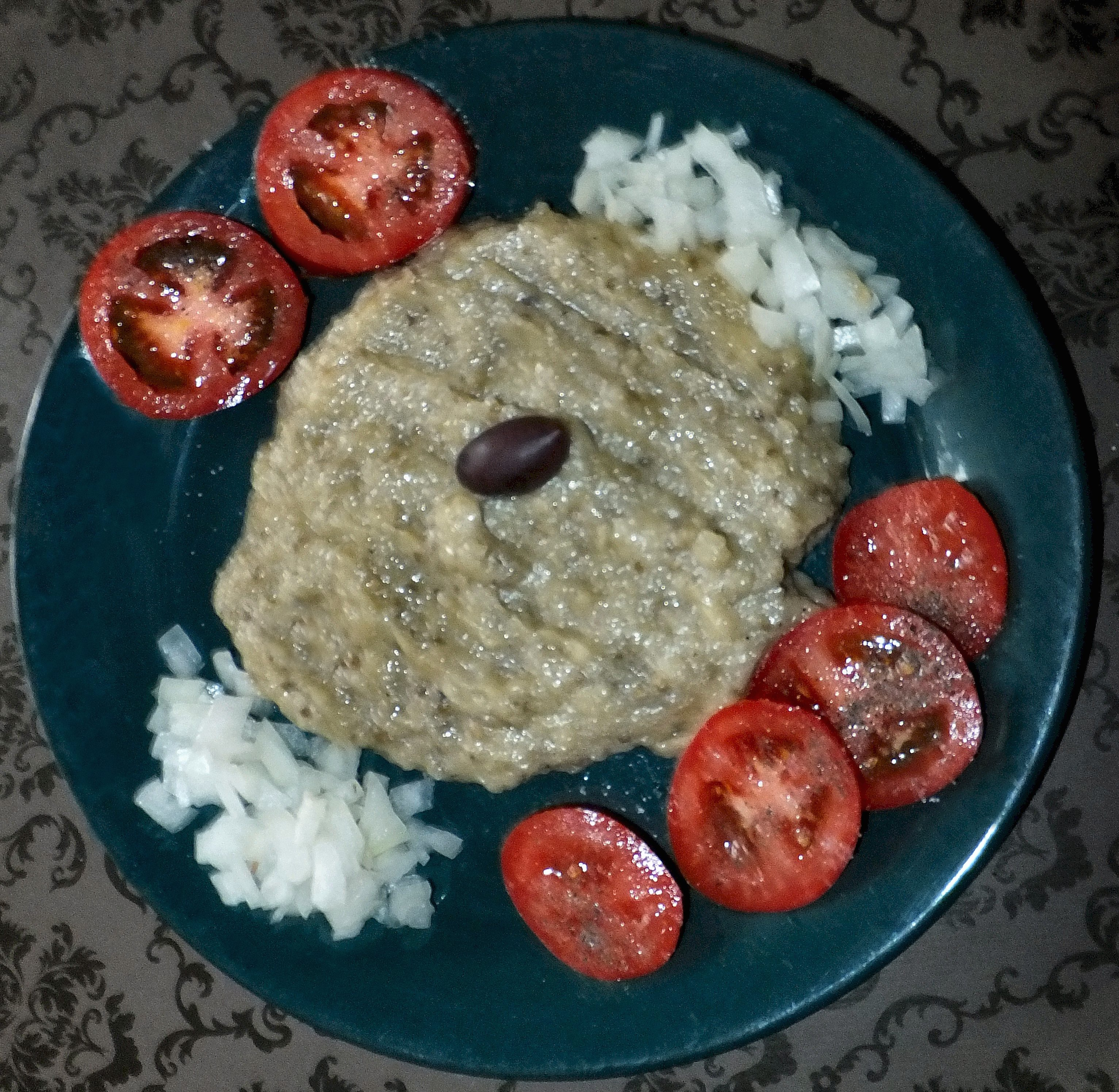
Salată de vinete de Rumania.

La salată de vinete (ensalada de berenjena) o simplemente vinete es una ensalada de puré de berenjena rumana, moldava y húngara hecha de berenjenas a la parrilla, peladas y finamente picadas, aceite de girasol y cebollas picadas. Las berenjenas se asan a la parrilla a fuego abierto hasta que se cubren con una costra de ceniza negra. La corteza se limpia y el resto de la berenjena cocida se tritura con una cuchilla de madera gruesa y sin filo en una tablilla de madera (la creencia popular dice que el uso de un cuchillo de metal hará que la carne de la berenjena se vuelva negra, antes que las cuchillas de acero inoxidable, pero también porque se debe evitar cortar las semillas). El puré de berenjena se mezcla en un bol, revolviendo continuamente, con aceite de girasol, cebolla picada y sal. La mezcla se bate vigorosamente. También se pueden agregar ajo machacado y pimienta molida. En lugar de aceite, se puede utilizar mayonesa, aunque no de forma tradicional. Se agrega ralladura de limón al final y la fuente a veces se adorna con rodajas de tomate.
Una zakuska de Rusia y Ucrania se denomina baklažannaja ikra (en ruso: баклажанная икра, "caviar de berenjena"). Algunas versiones agregan tomates picados a la receta básica. Otra ensalada de berenjena popular en Rusia se llama he iz baklažanov (en ruso: хе из баклажанов), y probablemente esté influenciada por la cocina coreana. La he se basa en berenjenas cocidas en juliana (en lugar de puré) y otras verduras, preparadas con vinagre concentrado. Después de agregar el vinagre, se deja reposar durante varias horas para que se cure antes de comer.

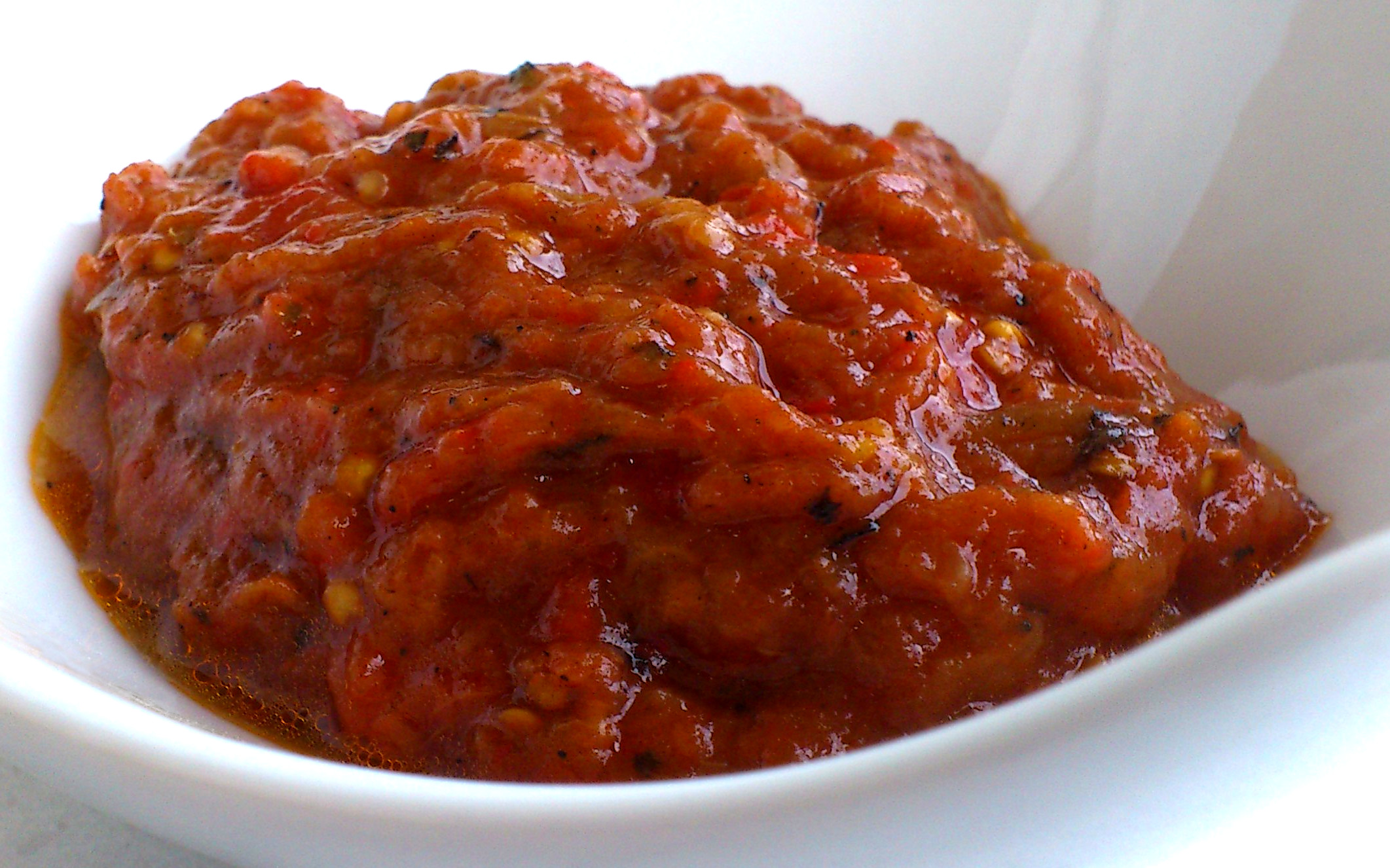
Kyopolou de Bulgaria.

En Turquía, un meze similar se llama patlıcan salatası ("ensalada de berenjena"). Está elaborado con puré de berenjena a la plancha, aceite de oliva, zumo de limón y ajo; a veces, tahini, tomate picado y pimiento verde. Con mayor frecuencia, la berenjena se mezcla con yogur, aceite de oliva y ajo. La versión con berenjenas cortadas se puede encontrar en el sur de Turquía, especialmente en Antakya. En otras variedades, llamadas şakşuka o köpoğlu, las berenjenas y pimientos asados y picados se sirven con yogur de ajo o salsa de tomate. Este último también es un aperitivo típico de berenjena en Bulgaria, donde se llama kyopolou. Hünkarbeğendi es otro plato turco, que es un guiso de cordero u oveja (hoy en día también ternera) donde la carne se sirve caliente sobre una cama de puré de berenjena. El puré también contiene queso kaşar, leche y harina.

### Sur de Asia
En la cocina de India y Pakistán, un plato de berenjena, con el nombre de baingan bartha, es popular especialmente en las regiones de Punjab, Maharashtra, Bihar, Orissa y Bengala Occidental. También se come en todo Pakistán, así como en Bangladés. El plato tiene muchos nombres, dependiendo del idioma local (hindi: baingan ka bharta, bengalí: বেগুন ভর্তা begun bhôrta, marathi: wangyacha bharit).

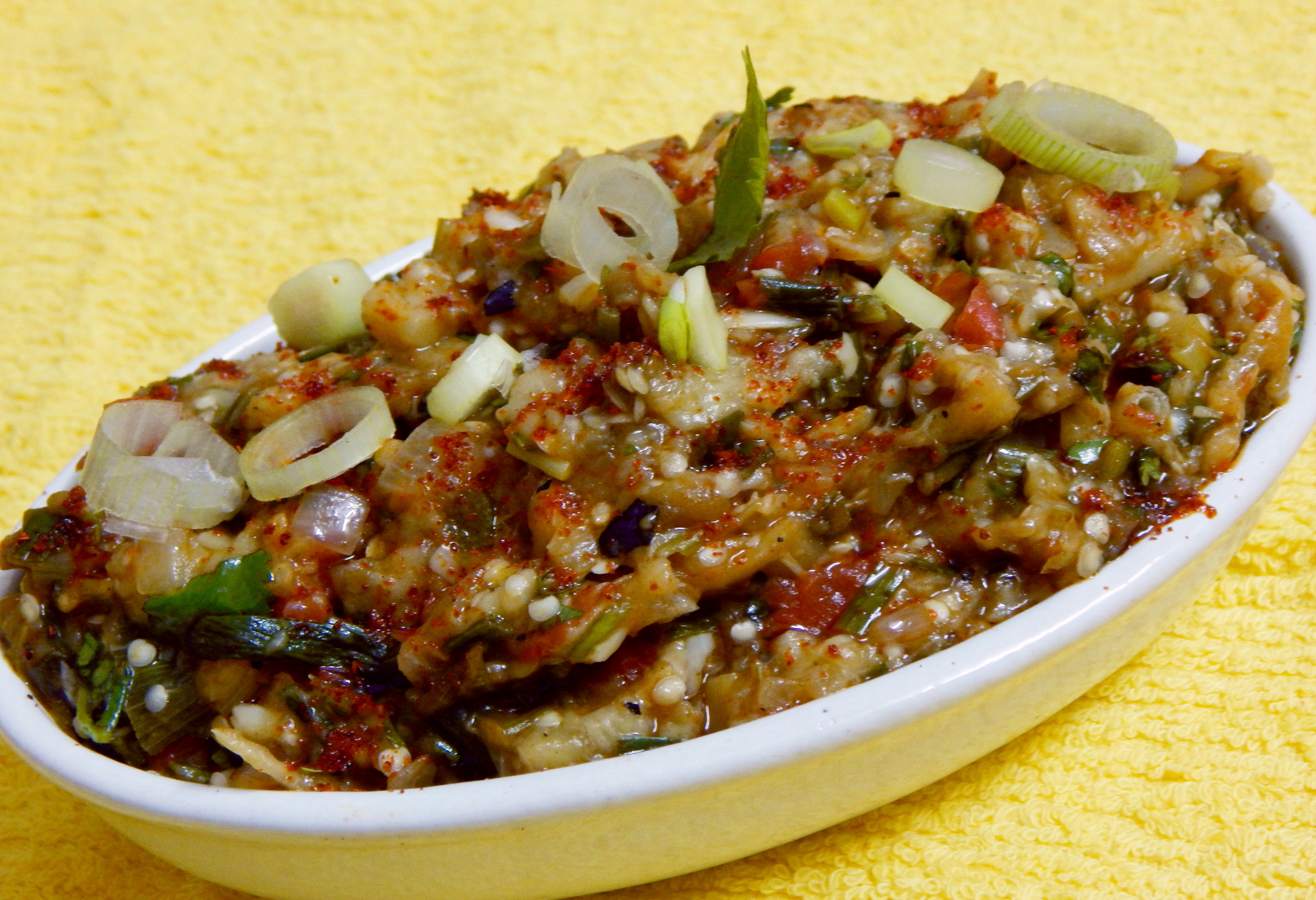
Baingan bartha

En el estado de Tamil Nadu, en el sur de la India, los tamiles preparan kathrikai thayir kothsu, en el que la berenjena se cocina, se machaca y se saltea con mostaza, pimientos rojos y aceite de sésamo, después de lo cual se agrega yogur a la mezcla y se adereza con hojas de cilantro. A menudo se come con un pan plano indio (específicamente roti o paratha), y también se sirve con arroz y/o raita (una ensalada de yogur).
Los habitantes de Cachemira preparan un plato picante y ácido de berenjenas llamado choek wangun con tamarindo que constituye una parte importante de la salsa.

### Este y sureste de Asia
El barro de berenjena (茄 泥) es una receta china de berenjena al vapor y en puré. Se sirve con aderezos como ajo machacado con salsa de soya. En la cocina de Sichuan, a muchas personas también les gusta agregar pimientos picantes y cilantro. Es un plato común para el almuerzo y se puede comer con arroz o panecillos.
El puré de berenjena también es parte de la cocina Hmong y contiene pimientos picantes y cilantro.
En Corea, las tiras de berenjena al vapor o escalfadas sazonadas con ajo, aceite de sésamo tostado y chile es un acompañamiento común llamado 가지 나물 (gaji namul, literalmente "ensalada de berenjena").

### Europa y América Latina

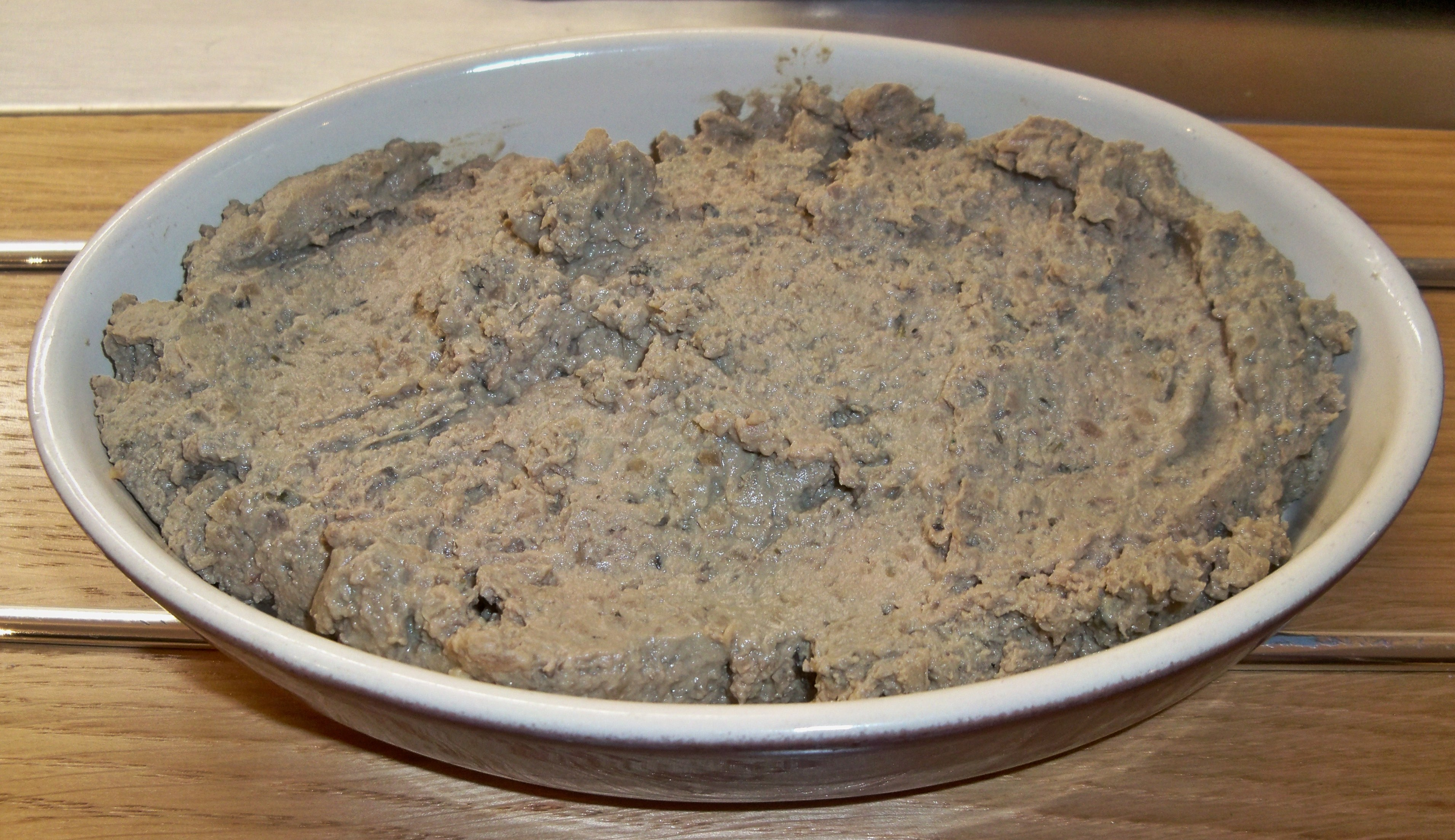
Caviar d'aubergine francés.

El caviar d'aubergine se prepara en el sur de Francia. La berenjena es asada y pelada, y se mezcla con ajo, tomate, perejil, jugo de limón, y finalmente se le agrega aceite de oliva. Se sirve como aperitivo con pan francés, posiblemente acompañado de una tapenade de oliva.
La caponata es un relish siciliano de berenjena preparado con vegetales picados fritos (principalmente berenjenas y morrones), condimentado con apio, aceitunas y alcaparras, en una salsa agridulce. En la actualidad la caponata generalmente es un aperitivo o acompañamiento, pero desde el siglo XVIII a veces es servido como platillo principal.
Berenjena a la vinagreta es un aperitivo típico del mundo hispano preparado hirviendo berenjenas en una vinagreta. Generalmente la berenjena es salada para quitarle su humedad y luego se hierve hasta que esta blanda, finalmente se coloca en una vinagreta con ajo y varias hierbas y especies. En Argentina las berenjenas se colocan en una vinagreta que a menudo contiene mucho aceite, durante varios días, y luego se come como picoteo antes de una comida. En España se suele servir en un pincho en un bar de tapas. En Cataluña la berenjena es asada y condimentada con aceite de oliva en el platillo llamado escalivada.